# Aleksander Wierzbicki
Aleksander Wierzbicki (ur. 1947, zm. 2002) – polski historyk emigracyjny. 

## Życiorys
Absolwent Polskiego Uniwersytetu na Obczyźnie (mgr 1958 - Zagadnienia obrony państwa w polskiej myśli politycznej Sejmu Czteroletniego). Doktoryzował się na tej uczelni w 1978 (Piotr I Wielki w historiografii angielskiej XVIII i XIX wieku) pod kierunkiem Józefa Jasnowskiego. 

## Wybrane publikacje
- Piotr I Wielki w świetle biografów angielskich XVIII i XIX wieku, Londyn: nakładem autora 1983.